# Élections communales de 2020 à Düsseldorf
Les élections communales de 2020 à Düsseldorf se sont déroulées les 13 et 27 septembre 2020 dans le but d'élire le bourgmestre de Düsseldorf ainsi que les 90 membres composant son conseil communal. 
Le bourgmestre sortant Thomas Geisel termine second au premier tour de l'élection, dépassé par le candidat de la CDU Stephan Keller, qui remporte 34 % des voix. Au second tour de l'élection, Stephan Keller confirme son avance et bat le bourgmestre sortant avec 56 % des voix.  
L'élection du conseil municipal voit la CDU remporter la première place. Les écologistes sont en forte hausse et remportent 24 % des voix, au détriment du SPD qui est en forte baisse avec 18 % des voix.  

## Élection du bourgmestre
| Candidats                | Candidats                         | Partis                                       | Premier tour | Premier tour | Second tour | Second tour |
| Candidats                | Candidats                         | Partis                                       | Voix         | %            | Voix        | %           |
| ------------------------ | --------------------------------- | -------------------------------------------- | ------------ | ------------ | ----------- | ----------- |
|                          | Dr. Stephan Keller                | Union chrétienne-démocrate d'Allemagne (CDU) | 83 425       | 34,15        | 118 308     | 55,99       |
|                          | Thomas Geisel                     | Parti social-démocrate d'Allemagne (SPD)     | 64 203       | 26,28        | 92 999      | 44,01       |
|                          | Stefan Engstfeld                  | Alliance 90 / Les Verts (Grünen)             | 42 463       | 17,38        |             |             |
|                          | Dr. Marie-Agnes Strack-Zimmermann | Parti libéral-démocrate (FDP)                | 30 584       | 12,52        |             |             |
|                          | Florian Josef Hoffmann            | Alternative pour l'Allemagne (AfD)           | 6 564        | 2,69         |             |             |
|                          | Udo Adam Bonn                     | Die Linke                                    | 5 257        | 2,15         |             |             |
|                          | Dominique Mirus                   | Die PARTEI (DP)                              | 3 039        | 1,24         |             |             |
|                          | Mark Schenk                       | Volt                                         | 2 255        | 0,92         |             |             |
|                          | Autres candidats                  | Autres candidats                             | 6 532        | 2,67         |             |             |
|                          |                                   |                                              |              |              |             |             |
| Votes valides            | Votes valides                     | Votes valides                                | 244 322      | 98,78        | 211 307     | 99,26       |
| Votes blancs et nuls     | Votes blancs et nuls              | Votes blancs et nuls                         | 3 008        | 1,22         | 1 571       | 0,74        |
| Total                    | Total                             | Total                                        | 247 330      | 100          | 212 878     | 100         |
| Abstention               | Abstention                        | Abstention                                   | 196 181      | 47,43        | 257 434     | 54,74       |
| Inscrits / participation | Inscrits / participation          | Inscrits / participation                     | 470 511      | 52,57        | 470 312     | 45,26       |

## Élection du conseil communal
|                           |                                               |         |       |       |        |     |
| Parti                     | Parti                                         | Voix    | %     | +/-   | Sièges | +/- |
|                           | Union chrétienne-démocrate d'Allemagne (CDU)  | 81 833  | 33,36 | 3,33  | 30     | 1   |
|                           | Alliance 90 / Les Verts (Grünen)              | 58 881  | 24,01 | 10,26 | 22     | 11  |
|                           | Parti social-démocrate d'Allemagne (SPD)      | 43 949  | 17,92 | 11,37 | 16     | 8   |
|                           | Parti libéral-démocrate (FDP)                 | 22 453  | 9,15  | 2,19  | 8      | 2   |
|                           | Die Linke                                     | 9 951   | 4,06  | 1,13  | 4      | 0   |
|                           | Alternative pour l'Allemagne (AfD)            | 8 776   | 3,58  | 0,59  | 3      | 1   |
|                           | Volt                                          | 4 512   | 1,84  | Nv.   | 2      | 2   |
|                           | Die PARTEI                                    | 4 371   | 1,78  | Nv.   | 2      | 2   |
|                           | Parti d'action pour la protection des animaux | 3 437   | 1,40  | Nv.   | 1      | 1   |
|                           | Liste climat Düsseldorf                       | 2 124   | 0,87  | Nv.   | 1      | 1   |
|                           | Électeurs libres Düsseldorf                   | 2 212   | 0,90  | 0,33  | 1      | 0   |
|                           | Autres                                        | 2 772   | 1,13  |       | 0      |     |
|                           |                                               |         |       |       |        |     |
| Suffrages exprimés        | Suffrages exprimés                            | 245 271 | 99,16 |       |        |     |
| Votes blancs et invalides | Votes blancs et invalides                     | 2 085   | 0,84  |       |        |     |
| Total                     | Total                                         | 247 356 | 100   | -     | 90     | 8   |
| Abstentions               | Abstentions                                   | 223 155 | 47,43 |       |        |     |
| Inscrits / participation  | Inscrits / participation                      | 470 511 | 52,57 |       |        |     |